# Roy Chiu
Roy Chiu Ze (cinese tradizionale: 邱澤; cinese semplificato: 邱泽; pinyin: Qiū Zé; Taiwan, 14 ottobre 1981) è un cantante e attore taiwanese, popolare anche in Giappone, dove è stato soprannominato ambasciatore del pop cinese.

## Contratto
Dopo un primo periodo di contratto con l'agenzia manageriale taiwanese Dorian Co, durato fino al 2005, Roy Chiu è entrato in contatto con la manager Gillian Tan, addetta al marketing dell'etichetta discografica EMI Music Singapore. La Tan ha deciso di far firmare a Chiu un contratto privato come suo cliente personale, prenotando un assistente privato ogniqualvolta il suo artista ne abbia bisogno.

## In Giappone
Attualmente la manager Tan sta spingendo Chiu nel mercato giapponese, dove è stato posto sotto l'attenzione dei media il suo aspetto particolarmente simile a quello di un manga.
Nello stesso periodo del suo lancio giapponese, Roy Chiu ha accettato un ruolo nel drama Love Signal, girato dallo stesso regista del film PS... I Luv U, Paul Yuen.

## Competizione illustrata in Giappone
Nel 2006, sono stati pubblicati in Giappone i DVD illustrati di Vic Zhou degli F4 e di Roy Chiu. Entrambi i DVD sono stati girati dallo stesso regista, e le ambientazioni in collina erano simili (per il DVD di Roy, si è scelta un'ambientazione nelle colline di Jiu Fen, mentre per quello di Vic Zhou è stata preferita la sua patria natale nella regione taiwanese dello Yilan). Le date di pubblicazione dei DVD non sono coincise, e i media giapponesi hanno classificato il DVD di Roy Chiu in seconda posizione, rispetto a quello degli F4.
Il DVD di Vic Zhou è stato pubblicato il 6 ottobre 2006, in seguito ad una campagna promozionale, e per evitare accuse di competizione, Roy Chiu e il suo manager hanno scelto di pubblicare il loro DVD il 13 novembre.
Nel DVD, Chiu recita in abiti tipici giapponesi, si rade i capelli e si traveste anche da ragazza.

## Curiosità
- È stato l'ex-fidanzato della cantante mandopop Rainie Yang.
- Ha partecipato ad uno dei video musicali della band F.I.R., per il quale si è totalmente rasato i capelli.

## Serie televisive
- Easy Fortune Happy Life (TTV / SETTV, 2009)
- Woody Sambo (TTV / SETTV, 2008)
- First Love
- Basketball Tribe
- Original Scent of Summer(2003)
- Ping Pong
- On Tribe (2005)
- Yours Always (2006)
- Love Signal (2005)
- Starry Starry Night (2002）
- Easy Fortune Happy Life (2009)
- The Girl in Blue (2010)
- Office girls (2011）
- Waking Love up (2011)
- My Daughter (2011)
- Unbeatable (2011)
- Miss Rose (2012)
- Wine Beauty (2013)
- Marry me or not (2015)
- Rock Records in Love (2016)
- Golden Darling (2016)
- The Family (2018)
- Let me understand your language （2019）
- Detective Chinatown 3 (2020)

## Film
- PS... I Luv U (2004)
- Romance Out of the Blue (2016)
- Dear Ex (2018)
- Dad of Age 8 (2019)
- Detective Chinatown (2020)
- Man in love (2021)

## Discography
| Giorno-mese-anno | Titolo dell'album            | Titolo cinese          | Tracklist |
| ---------------- | ---------------------------- | ---------------------- | --- |
| 09-09-2008       | Woody Sambo OST              | 無敵珊寶妹電視原聲帶   | 1. 微不足道 |
| 15-04-2004       | Remember                     | 邱澤全記憶精選         | 1. Remember 2. 你知道我愛你 3. Easy 4 U (他們很忙) 4. 20歲的界線 5. 當我不在吧 6. 做你的英雄 7. 原味的夏天 8. 秋天的地圖 9. 無限 10. 預約夏天 11. 惦記這一些 12. 愛只剩一天 13. 是你 14. 祝我生日快樂 15. 先生 我聽不懂 16. 親愛的朋友 (大合唱)     |
| 24-11-2003       | Original Scent of Summer OST | 原味的夏天電視原聲帶   | 1. 原味的夏天 2. 惦記這一些 3. 預約夏天 – 邱澤 方皓玟 4. 蓝色爱情 5. 一滴思念的淚 6. 一個人 7. 20歲的界線 8. 慾望 |
| 12-08-2003       | I Don't Understand           | 不懂                   | 1. 先生我聽不懂 2. 赤裸 3. 字 給文字 T 作者 4. 圖騰 5. 當我不在吧 6. 別跳下去 7. 太陽之吻 8. 無限 9. 新世界 10. 旁觀者 |
| 25-10-2002       | Qiu Ze                       | 邱澤                   | 1. 序曲∼黑斗篷 2. 祝我生日快樂 3. 秋天的地圖 (7-11鐵道秋郊廣告曲) 4. 他們很忙Easy 4U (光陽機車告曲) 5. 愛只剩一天 6. 冷風 7. 我不是你的王子 8. 遐想 9. 夜景 10. 20歲的界線 (Bonus Track) ("大漢天子"片尾曲) 11. 你知道我愛你 ("雪地裡的星星"主題曲) |
| 15-07-2002       | Starry Starry Night OST      | 雪地里之星星电视原声带 | 1. 你知道我愛你 ("雪地裡的星星"主題曲) 2. 是你 3. 做妳的英雄 |